# В темноте?! (ресторан)
«В темноте́?!» — ресторан в Москве, расположенный по адресу: Октябрьская улица, д. 2.

## История
Ресторан, открытый известным офтальмологом Игорем Медведевым
в 2006 году, создан по подобию парижского ресторана Dans le Noir? (франц. «в темноте»).
Игорь Медведев приобрёл франшизу на открытие аналогичных ресторанов в СНГ (по информации СМИ, она стоила 50 тыс. евро). Московский ресторан стал третьим заведением сети после ресторанов в Париже и Лондоне.
Сейчас сеть представлена ресторанами в Санкт-Петербурге, Белгороде,
Уфе, Омске, Челябинске,Кёльне, Минске, Нью-Йорке, Киеве и других городах.
Осенью 2011 года закончился пятилетний франчайзинговый контракт с французской компанией Ethik Investment, принадлежащей де Бролье, Игорь Медведев не стал его продлевать, поскольку французские партнёры нарушили условия контракта в части эксклюзивных прав Медведева на предоставление фрашизы в СНГ. Он перевёл название ресторана «Dans le Noir?» на русский язык и продолжил работу.
Позднее Игорь Медведев решил защитить идею, запатентовав некоторые идеи, включая Чёрный цвет, как элемент оформления подобных заведений в ООО «Первая патентная компания», которая является партнёром ресторана.
Основная идея ресторана — люди едят в полной темноте. Официантами работают незрячие люди. Проект имеет общественную значимость, поскольку даёт людям с ограниченными возможностями реализовывать себя. Прибыль ресторана уходит в фонд помощи слепым и слабовидящим людям.

## Меню
Меню представлено пятью видами, названия которых распределены по цветам: Белое (различные виды мяса, рыбы, морепродуктов), Красное (мясо и овощи),
Синее (рыба и морепродукты), Зелёное (вегетарианское) и Жёлтое (японская кухня). Также есть «меню-сюрприз», в котором блюда неизвестны гостю ресторана
В ресторане два зала: «Светлый» и «Тёмный». Заказы выполняются по вечерам. В «Светлом» зале гости делают заказ, затем сдают вещи в ячейки и их слепой проводник отводит в «Тёмный» зал. В дневное время ресторан «В темноте?» работает в обычном формате. Меню — европейская кухня, бизнес-ланч.